# John B. Bennett
John Bonifas Bennett (Garden, 10 de janeiro de 1904 - Chevy Chase, 9 de agosto de 1964) foi um político do estado americano de Michigan.
Bennett nasceu em Garden, Michigan, sua mãe era imigrante do Luxemburgo. Ele frequentou as escolas públicas e se formou na Watersmeet High School. Ele se formou na Marquette University Law School em 1925 e fez um curso de pós-graduação na Universidade de Chicago Law School em 1926.
Foi admitido na barra de Wisconsin em 1925 e na barra de Michigan em 1926. Ele estudou direito em Ontonagon, Michigan, de 1926 a 1942. Ele foi procurador do condado de Ontonagon de 1929 a 1934 e vice-comissário do Departamento de Trabalho e Indústria de Michigan de 1935 a 1937.
Bennett não teve sucesso em suas duas primeiras tentativas de um assento na Câmara dos Deputados dos Estados Unidos, perdendo em 1938 e 1940 para o democrata Frank E. Hook. Em 1942, Bennett derrotou Hook e foi eleito republicano do 12.º distrito congressional de Michigan para o 78.º Congresso, servindo de 3 de janeiro de 1943 a 3 de janeiro de 1945.
Em 1944, Bennett perdeu a eleição para Hook. Dois anos depois, em 1946, ele voltou ao Congresso mais uma vez, tendo sido vencido por Emil Hurja nas primárias republicanas. Posteriormente, foi reeleito para os oito congressos seguintes, servindo de 3 de janeiro de 1947 até sua morte por câncer em Chevy Chase, Maryland, em agosto de 1964.
No Congresso, Bennett era um republicano moderado que votou contra os Atos Civis Americanos de 1957 e 1960 mas posteriormente votou na Lei dos Direitos Civis de 1964, pouco antes de sua morte, aos 60 anos.
Ele está enterrado no cemitério Gate of Heaven em Silver Spring, Maryland.